# Platyplectrus aereiceps
Platyplectrus aereiceps är en stekelart som först beskrevs av Girault 1915.  Platyplectrus aereiceps ingår i släktet Platyplectrus och familjen finglanssteklar. Inga underarter finns listade i Catalogue of Life.